# 鳞毛蚊母树
鳞毛蚊母树（学名：Distylium elaeagnoides），为金缕梅科蚊母树属下的一个植物种。